# Vítor Serrão
Vitor Manuel Guimarães Veríssimo Serrão ComSE (Toulouse, 28 de dezembro de 1952) é um professor, conferencista e historiador de arte português.

## Biografia
Filho de Joaquim Veríssimo Serrão, é doutor em história da arte pela Universidade de Coimbra, é catedrático da Faculdade de Letras da Universidade de Lisboa, onde dirige o Instituto de História da Arte e a revista do Instituto, Artis. Desenvolveu muitos projetos em história da arte, conservação e restauro, organizou exposições, congressos e seminários, e tem vasta bibliografia publicada, especialmente sobre o maneirismo e o barroco português.
É membro da Academia Portuguesa da História, da Academia das Ciências de Lisboa, e da Academia Nacional de Belas-Artes. É membro da Direcção-Geral dos Edifícios e Monumentos Nacionais e do Conselho Redatorial do Archivo Español de Arte.
Recebeu o Prémio Nacional José de Figueiredo da Academia Nacional de Belas-Artes pelo livro O Maneirismo e o Estatuto Social dos Pintores Portugueses, o Prémio APOM pelo melhor catálogo de 1995, com a publicação A Pintura Maneirista em Portugal – arte no tempo de Camões, e o Prémio Nacional Gulbenkian de História de Arte pela obra Josefa de Óbidos e o tempo barroco.
Foi feito Comendador da Ordem Militar de Sant'Iago da Espada a 6 de junho de 2008.

## Obras
- Marcos de Magalhães: arquitecto e entalhador do ciclo da Restauração: 1647-1664 (1983);
- O maneirismo e o estatuto social dos pintores portugueses (1983);
- O essencial sobre Josefa d'Óbidos (1985);
- Sintra (1989);
- Santarém (1990);
- A pintura maneirista em Portugal (1991);
- Estudos de pintura maneirista e barroca (1989);
- A lenda de São Francisco Xavier pelo pintor André Reinoso: estudo história, estético e iconológico de um ciclo barroco existente na Sacristia da Igreja de São Roque (1993);
- André Padilha e a pintura quinhentista: entre o Minho e a Galiza (1998);
- A pintura protobarroca em Portugal: 1612-1657: o triunfo do naturalismo e do tenebrismo (2000);
- Josefa em Óbidos (2000);
- Sé Catedral de Lisboa (2000);
- A Capela Dourada de Santarém: capela dos terceiros seculares da Ordem de S. Francisco (2008);
- A pintura Maneirista e Proto-Barroca (2009).